# Rival (Schiff)
Die Rival war ein Torpedodampfer der Kaiserlichen Marine, der für Versuchszwecke bei der Entwicklung des Torpedos als damals neuen Waffensystem gebaut und eingesetzt wurde. Das von der AG Vulcan Stettin gebaute Dampfschiff wurde 1874 abgeliefert und bis 1916 als Versuchsschiff, Minenleger und Schlepper eingesetzt.

## Geschichte
Zu Beginn der 1870er Jahre sah sich die neu entstandene Kaiserliche Marine der Aufgabe gegenüber, die Entwicklung der Torpedowaffe voranzutreiben. Dabei gab es verschiedene Ansätze. Der britische Offizier John Harvey (1778–1852) entwickelte ein System, bei dem eine Sprengladung mittels Leine von einem Boot geschleppt wurde, um mittels Kontaktzünder am Ziel zu detonieren. Dieses System war jedoch unsicher und auch für eigene Schiffe gefährlich. In den 1860er Jahren entwarfen Giovanni Luppis und Robert Whitehead den „Fischtorpedo“. Korvettenkapitän Alexander von Monts war im Juni 1869 bei einer Vorführung des Torpedos in Fiume anwesend, schätzte ihn aber als noch nicht verwendungstauglich ein. Im Deutsch-Französischen Krieg wurden daher mehrere mit Spieren- und Harvey-Torpedos bewaffnete Boote eingesetzt und zunächst eine Weiterentwicklung des Spierentorpedos erwogen.
Zu diesem Zweck orderte die Kaiserliche Marine mehrere Versuchsboote auf verschiedenen Werften. Die Bremer Werft Waltjen baute 1871 drei baugleiche Boote ab, denen 1872 drei weitere der Danziger Werft Devrient (Devrient Nr. I bis Nr. III) folgten. Mit Notus, Zephir und Rival lieferte der Stettiner Vulcan drei Torpedodampfer nach verschiedenen Entwürfen ab, denen 1876 noch die von Möller & Holberg gebaute Ulan als letztes Schiff für die Verwendung eines Spierentorpedos folgte. Der Einsatz dieser Schiffe als Versuchsträger währte jeweils nur kurz, da sich allein der „Fischtorpedo“ Whiteheads als zukunftsträchtig erwies. Zu dieser Einschätzung trug auch bei, dass alle anderen Systeme auch für den Angreifer gefährlich waren.
Die Rival wurde von der AG Vulcan 1873 als deren Baunummer 71 auf Kiel gelegt. Ursprünglich schlicht als Nr. III bezeichnet, erhielt das Schiff gemäß einer Festlegung des Chefs der Admiralität, Generalleutnant Albrecht von Stosch, vom 16. August 1873 seinen späteren Namen. Das Dampfschiff lief am 2. September 1874 vom Stapel und wurde nach Fertigstellung Anfang Dezember 1874 durch Kapitän zur See Franz Ulffers abgenommen. Kapitänleutnant Friedrich von Levetzow (1843–1902) überführte die Rival nach Kiel, wo sie am 14. Dezember 1874 offiziell in Dienst gestellt wurde. In den folgenden Jahren diente das Schiff zu Versuchen mit dem Spierentorpedo und zur Erprobung ihrer Maschinenanlage. Der letzte Einsatz dieser Art erfolgte vom 31. März bis zum 17. April 1880 unter dem Kommando von Leutnant zur See/Kapitänleutnant Erich von Sperling.
Nach dem Ende der Tätigkeit als Versuchsschiff ging die Rival an die Werft, um zum Minenleger hergerichtet zu werden. Bei dieser Gelegenheit wurde der Dampfer zum Seitenradschiff umgebaut, da sein bisheriger Antrieb einen zu geringen Nutzeffekt aufwies. Ab dem 8. Juli 1881 war die Rival als Minenleger 4 zur Hafenverteidigung in Wilhelmshaven stationiert.  Diese Verwendung endete 1884 und das Dampfschiff wurde aus der Liste der Kriegsschiffe gestrichen. In den nachfolgenden Jahrzehnten wurde die Rival als Schlepper in Wilhelmshaven genutzt, bis sie am 15. Januar 1916 endgültig ausgemustert und anschließend abgewrackt wurde.

## Technik
Die Rival war ein aus Eisen gefertigter Querspantbau. Das Schiff war insgesamt 30,5 m lang, wobei die Wasserlinie 28,9 m maß. Die maximale Breite des Rumpfes betrug 5,25 m, wobei die Kästen der Seitenräder darüber hinausgingen. Die Konstruktionsverdrängung des Schiffs lag bei 129 t, die Einsatzverdrängung mit 131 t nur geringfügig darüber. Bei maximaler Verdrängung lag der Tiefgang des Dampfschiffs bei 1,98 m.
Der Antrieb des Torpedodampfers bestand aus zwei geneigten, oszillierenden Zweizylinder-Dampfmaschinen mit einfacher Dampfdehnung. Ursprünglich wirkten die Maschinen auf als „Wasserschwallturbinen“ bezeichnete Pumpen, die Seewasser durch seitliche Öffnungen im Rumpf ansaugten und durch je eine Röhre mit einem Meter Durchmesser nach achtern pressten. Das Wasser trat zu beiden Seiten des Achterstevens wieder aus. Dieser frühe Wasserstrahlantrieb bewährte sich jedoch, mit ihm erreichte das Schiff gerade einmal eine Höchstgeschwindigkeit von 6,5 kn. Beim Umbau 1880 erhielt die Rival Seitenräder mit 3,8 m Durchmesser, die immerhin 9,5 kn ermöglichten. Als Dampferzeuger befand sich ein Dampflokomotivkessel an Bord, der über eine Heizfläche von 130 m² verfügte und einen Druck von 1,8 atü erzeugte. Der Kessel war mit den Dampfmaschinen in einem gemeinsamen Maschinenraum untergebracht. Die Maschinen gaben eine indizierte Leistung von 225 PSi ab, was unter der errechneten Leistung lag. Bei Höchstfahrt schafften die Maschinen 95 Umdrehungen pro Minute. Nach dem Umbau des Schiffs konnte die Drehzahl auf 36 min−1 gesenkt werden. Die Leistung stieg auf die konstruktiv errechneten 250 PSi. Der Brennstoffvorrat belief sich zunächst auf 10 t, nach dem Umbau auf 14 t Kohle. Gesteuert wurde das Schiff mit einem Ruder am Heck.
Die Bewaffnung der Rival bestand lediglich aus der Bugspiere, die einen 41 kg schweren Sprengkörper trug, der bei einem Angriff auf ein feindliches Schiff in dessen Rumpf hätte gerammt werden sollen.
Des Besatzung hatte während der Zeit als Versuchsschiff eine Sollstärke von drei Offizieren und 40 Mannschaften. Später reduzierte sich die Besatzungsstärke der Rival auf 25 Mann.